# D-COLORS
株式会社D-COLORS（ディーカラーズ）は、アニメーション制作のうち、仕上げ（デジタルペイント）工程作業を主な事業内容とする日本の企業。

## 概要
2005年、東映アニメーションの仕上げ下請けを担当しているスタジオピーコックのスタッフの一部が独立して設立。2011年法人化。仕上げのみに特化しているのが特色。国内での処理に注力しており、色指定・トレス・ペイント・特殊効果・仕上げチェックなどを行っている。特定の制作スタジオとは関わりの少ない独立系の仕上げスタジオ。以前は同市柳沢6-1-1西武柳沢HBビル3Fにあった。
多くの作品の場合、「D-COLORS」「D-colors」「ディーカラーズ」とクレジットされている。

## 主な参加作品

### テレビアニメ
- クレヨンしんちゃん （仕上げ、1992年-）
- 学園アリス （仕上げ、2004年-2005年）
- ピーチガール （デジタルペイント、2005年）
- アイシールド21 （色指定検査・特殊効果・仕上げ、2005年-）
- 機動新撰組 萌えよ剣 （仕上げ、2005年）
- 涼風 （デジタルペイント、2005年）
- 魔法少女リリカルなのはA's （色指定検査、2005年）
- ふしぎ星の☆ふたご姫 シリーズ
  - ふしぎ星の☆ふたご姫 （仕上げ、2005年-2006年）
  - ふしぎ星の☆ふたご姫 Gyu! （仕上げ、2006年-2007年）
- BLOOD+ （仕上げ、2005年-2006年）
- ノエイン もうひとりの君へ （ペイント、2005年-2006年）
- 地獄少女 （色指定検査・仕上げ、2005年-2006年）
- ARIA シリーズ
  - ARIA The ANIMATION （仕上げ、2005年）
  - ARIA The NATURAL （色指定検査・仕上げ、2006年）
  - ARIA The ORIGINATION （仕上げ、2008年）
- 銀魂 （仕上げ、2006年-）
- 獣王星 （仕上げ、2006年）
- Strawberry Panic （色指定検査・仕上げ、2006年）
- ラブゲッCHU 〜ミラクル声優白書〜 （仕上げ、2006年）
- ああっ女神さまっ それぞれの翼 （仕上げ、2006年）
- BLACK LAGOON The Second Barrage （仕上げ、2006年）
- NANA （仕上げ、2006年-2007年）
- 東京魔人學園剣風帖 龖 （仕上げ、2007年）
- sola （仕上げ、2007年）
- ながされて藍蘭島 （仕上げ、2007年）
- ひとひら （デジタルペイント、2007年）
- ヒロイック・エイジ （仕上げ、2007年）
- アイドルマスター XENOGLOSSIA （デジタルペイント、2007年）
- 瀬戸の花嫁 （仕上げ、2007年）
- ZOMBIE-LOAN （仕上げ、2007年）
- 鋼鉄三国志 （仕上げ、2007年）
- ムシウタ （仕上げ、2007年）
- ロミオ×ジュリエット （仕上げ、2007年）
- ななついろ★ドロップス （色指定検査・仕上げ、2007年）
- 天元突破グレンラガン （仕上げ、2007年）
- D.C.II 〜ダ・カーポII〜 （仕上げ、2007年）
- スケッチブック 〜full color's〜 （仕上げ、2007年）
- レンタルマギカ （仕上、2007年）
- こどものじかん （ペイント、2007年）
- レ・ミゼラブル 少女コゼット （デジタルペイント、2007年）
- ナイトウィザード The ANIMATION （仕上、2007年）
- ご愁傷さま二ノ宮くん （ペイント、2007年）
- しゅごキャラ!シリーズ
  - しゅごキャラ! （色指定検査・仕上げ、2007年-2008年）
  - しゅごキャラ!!どきっ （仕上、2008年-）
- BAMBOO BLADE （2007年-2008年）
- 獣神演武 -HERO TALES- （色指定検査・仕上・特殊効果、2007年-2008年）
- H2O -FOOTPRINTS IN THE SAND- （仕上げ、2008年）
- シゴフミ （仕上げ、2008年）
- 灼眼のシャナII（Second） （デジタル仕上げ、2008年）
- マクロスF （仕上、2008年）
- RD 潜脳調査室 （仕上げ、2008年）
- To LOVEる -とらぶる- （仕上、2008年）
- 遊☆戯☆王5D's （仕上げ、2008年-2011年）
- xxxHOLiC◆継 （色指定検査・仕上、2008年）
- 狂乱家族日記 （色指定検査・特殊効果・仕上、2008年）
- 乃木坂春香の秘密 （ペイント、2008年）
- S・A スペシャル・エー （仕上協力、2008年）
- イタズラなKiss （デジタルペイント、2008年）
- 薬師寺涼子の怪奇事件簿 （仕上、2008年）
- 夏目友人帳 （2008年）
- まかでみ・WAっしょい! （2008年）
- 夜桜四重奏 〜ヨザクラカルテット〜 （仕上げ、2008年）
- かんなぎ （2008年）
- 今日の5の2 （2008年）
- 鉄腕バーディー DECODEシリーズ
  - 鉄腕バーディー DECODE （2008年）
  - 鉄腕バーディー DECODE:02 （検査補佐・ペイント、2009年）
- とらドラ! （デジタル仕上げ、2008年-2009年）
- スキップ・ビート! （2008年-2009年）
- 黒執事 （2008年-2009年）

### OVA
- ARIA The OVA 〜ARIETTA〜 （仕上、2007年）
- 撲殺天使ドクロちゃん2 （仕上げ、2007年）

### 劇場映画
- 劇場版ツバサ・クロニクル 鳥カゴの国の姫君 （仕上げ協力、2005年）
- 機動戦士ΖガンダムII A New Translation -恋人たち- （仕上げ、2005年）
- ヱヴァンゲリヲン新劇場版:Q （仕上げ、2012年）
- THE IDOLM@STER MOVIE 輝きの向こう側へ!（色指定・検査・仕上げ、2014年）
- 遊☆戯☆王 THE DARK SIDE OF DIMENSIONS（色指定・検査・仕上げ、2016年）
- この世界の片隅に（仕上げ、2016年）

### Webアニメ
- イヴの時間 （仕上げ協力、2008年）